# Veselí nad Lužnicí
Veselí nad Lužnicí (tjekkisk udtale: ˈvɛsɛliː ˈnadluʒɲɪtsi; tysk: Wesseli an der Lainsitz) er en by i distriktet  Tábor  i regionen Sydbøhmen i  Tjekkiet med omkring  6.500 indbyggere. Den ligger ved sammenløbet af floderne  Lužnice og Nežárka.
Byen består af bydelene Veselí nad Lužnicí I og Veselí nad Lužnicí II samt af landsbyen Horusice.

## Geografi
Veselí nad Lužnicí ligger omkring  25 km  syd for Tábor og 27 km  nordøst for České Budějovice. 
Veselí nad Lužnicí ligger i den nordlige udkant af Třeboň-bassinet og er kendt for sine fiskedamme og fyrreskove. Der er fem kunstige søer syd for byen, der bruges til rekreative formål; disse blev skabt mellem 1952 og 1986 ved at oversvømme tidligere grus- og sandbrud.
Horusický dam, den næststørste dam i landet med et areal på 415 hektar, ligger sydvest for byen. Den sydlige del af kommunens område ligger i det beskyttede landskabsområde Třeboňsko, som er udpeget som et UNESCO- biosfærereservat.

## Historie
Den første skriftlige omtale af Veselí er fra 1259, hvor det var en landsby og en skanse på saltvejen fra Østrig til Prag. Kong Karl 4. gav den status som en by i 1362. I det 15. århundrede oplevede byen mange brande og blev plyndret af hussitterne. Det var Peter Vok fra Rosenberg, en berømt grundlægger og tilhænger af dambrug, der fik byen til at vokse igen hundrede år senere.
Trediveårskrigen (1618-1648) beskadigede byen igen, med kun 69 mennesker tilbage. Ny udvikling kom med Schwarzenberg-dynastiet i anden halvdel af det 17. århundrede. Veselí forblev i deres besiddelse indtil slutningen af 1. verdenskrig i 1918.
Det var oprindeligt to separate byer - Veselí nad Lužnicí og Mezimostí nad Nežárkou (en by siden 1908). De blev slået sammen i 1943 for at lave én by under det nuværende navn.